# Schiffskennung
|  | Dieser Artikel wurde aufgrund wesentlicher Mängel auf der Qualitätssicherungsseite des Portal:Schifffahrt eingetragen. Artikel, die nicht signifikant verbessert werden, können gegebenenfalls gelöscht werden. Bitte hilf mit, die inhaltlichen Mängel dieses Artikels zu beseitigen, und beteilige dich an der Diskussion. |

Die Schiffskennung ist eine standardisierte Kennung, bestehend aus Nummern und Buchstaben zur Identifikation eines Kriegsschiffes.
Das System der Schiffskennung wurde nach dem Ersten Weltkrieg zunächst von der Royal Navy und dann auch von den meisten anderen Marinen eingeführt. Es sollte helfen, Schiffe mit dem gleichen Namen unterscheiden zu können.
Eine Schiffskennung besteht meist aus einem Buchstaben, der den Typ des Schiffes identifiziert, gefolgt von einer Nummernreihenfolge, die das Schiff identifiziert oder nur aus einer Nummernreihenfolge.
Das meist verwendete System ist das der Royal Navy und die daraus abgeleiteten Systeme der NATO und der USA, dieses System wird von allen NATO-Staaten und den Staaten des Commonwealth benutzt.

## Allgemein
Die Buchstaben dieses seit 1945 verwendeten Systems haben folgende Bedeutung:
- A – Hilfsschiff (engl. Auxiliary)
- B – Schlachtschiff (engl. Battleship)
- C – Kreuzer (engl. Cruiser)
- D – Zerstörer (engl. Destroyer)
- E – Geleitboot (engl. Escort) – nicht mehr benutzt
- F – Fregatte (engl. Frigate) – beinhaltet auch Korvetten, Geleitboote, Sloops u. ä.
- G – Wachboot (engl. Guard vessel)
- K – Korvette (engl. Corvette)
- L – Landungsboot (engl. Landing craft)
- M – Minensucher (engl. Minesweeper)
- N – Minenleger (engl. Minelayer)
- P – Schnellboot (engl. Patrol boat)
- R – Flugzeugträger
- S – U-Boot (engl. Submarine)
- Y – Hafenfahrzeug (engl. Yard vessel)

Flugzeugträger haben ihre Nummer auf dem Flugdeck oder den Schiffsaufbauten aufgemalt, andere Schiffe an beiden Seiten meist nahe beim Bug.

## Schiffskennungen der U.S. Navy, Coast Guard und NOAA
Die United States Navy (US-Marine), die United States Coast Guard (US-Küstenwache) und die United States National Oceanic and Atmospheric Administration (NOAA) verwenden ein Schiffsklassifizierungssystem namens Hull-Code, um ihre Schiffe nach Typ und Einzelschiff innerhalb eines Typs zu identifizieren.
Es ermöglicht die sofortige und eindeutige Identifizierung eines Schiffes der US Navy. Zum Beispiel steht der Hull-Code CVN-72 für Nummer 72 der Flugzeugträger, wobei das N zusätzlich die nukleare Antriebsquelle kennzeichnet (die USS Abraham Lincoln).
Da das System die Funktion eines Schiffes beschreibt und nicht die Funktion einer Fahrzeugidentifizierungsnummer hat, kann ein Schiff, das wesentliche Veränderungen durchlaufen hat oder in einer anderen Funktion verwendet wird, eine neue Nummer zugewiesen bekommen: Beispielsweise erhielt die USS Patoka, nacheinander verschiedene Hull-Nummern, AO-9 (Öltanker), AV-6 (Seeflugzeug-Mutterschiff) und AG-125 (Sonstiges Schiff).
Das System wurde seit seiner Einführung im Jahr 1907 mehrmals überarbeitet und neu organisiert. Daher kann manchmal ein Schiff im Rahmen der Reorganisation des Systems eine neue Nummer zugewiesen bekommen, obwohl es keine Änderungen erfahren hat. Beispielsweise hatte die USS Midway zunächst den Code CVB-41, dann im Jahr 1952 CVA-41 und im Jahr 1975 CV-41.
Es wird eine eigene Kennung in Kombination mit dem Namen verwendet. Die Kennung der US-Navy besteht aus zwei bis vier Kenn-Buchstaben, gefolgt von einer Zahl. Anders als die Hull-Number (bei Sportbooten) ist die Schiffskennung veränderlich, wie oben beschrieben.
Mit Stand Mai 2006 sind folgende Kennungen gebräuchlich:
- AE – Munitionsschiff Ammunition Ship
- AGF – Kommandoschiff Auxiliary Command Ship
- AGSS – Forschungs-U-Boot Research Submarine
- ARS – Bergungsschiff – Rescue and Salvage Ship
- AS – U-Boot-Tender – Submarine Tender
- CG – Lenkwaffenkreuzer Guided Missile Cruiser
- CV – Flugzeugträger Cruiser with heavier-than-air-craft
- CVN – nuklearangetriebener Flugzeugträger CV (Nuclear)
- DDG – Lenkwaffenzerstörer Guided Missile Destroyer
- DSRV – Tiefseerettungs-U-Boot Deep Submergence Rescue Vessel
- FSF – Fast Sea Frame
- FFG – Lenkwaffenfregatte Guided Missile Frigate
- HSV – High Speed Vessels
- LCAC – Luftkissenfahrzeug Landing Craft Air Cushioned
- LCC – Amphibisches Kommandoschiff Amphibious Command Ship
- LCM/LCU – Landungsboot Landing Craft, Mechanized bzw. Landing Craft, Utility
- LHA/LHD/LHA(R) – Amphibisches Angriffsschiff Amphibious Assault Ship
- LPD – Amphibious Transport Dock Amphibious Transport Dock
- LSD – Docklandungsschiff Dock Landing Ship
- LSV – Large Scale Vehicle
- MHC – Minenjagdboot Coastal Mine Hunter
- MCM – Minenräumboot Mine Countermeasure Ship
- NR – Tieftauchboot Deep Submergence Craft
- PC – Patrouillenboot Patrol Craft
- RHIB – Festrumpfschlauchboot Rigid Hull Inflatable Boat
- SS – Dieselelektrisches („konventionelles“) U-Boot Submarine
- SSG – Konventionelles U-Boot mit Lenkwaffen Guided Missile Submarine
- SSBN – Strategisches Atom-U-Boot Fleet Ballistic Missile Submarine
- SSGN – Lenkwaffen-Atom-U-Boot Guided Missile Submarine
- SSN – Jagd-U-Boot, atomgetrieben Attack Submarine
- YP – Hafenkontrollboot Yard Patrol Craft

Der Buchstabe G bezeichnet dabei meist die Ausstattung mit Lenkwaffen, N am Ende gibt Aufschluss über die Antriebsart (nuklear).